# Grizzana Morandi
Grizzana Morandi (Grizēna in dialetto bolognese montano medio, Griżèna in dialetto bolognese cittadino) è un comune italiano di 3 885 abitanti della città metropolitana di Bologna in Emilia-Romagna. Originariamente solo Grizzana, nel 1985 ha modificato il toponimo aggiungendovi il cognome del pittore Giorgio Morandi, che a lungo vi soggiornò. Fa parte dell'Unione dell'Appennino Bolognese.

## Clima
- Classificazione climatica: zona E, 2730 GR/G

## Storia
Il comune viene istituito nel 1882 a seguito della soppressione del comune di Tavernola Reno.
Il 30 settembre 1944, durante la seconda guerra mondiale, il comune di Grizzana è colpito dall'Eccidio di Savignano, perpetrato dalle truppe tedesche ai danni di otto operai, nei pressi della frazione di Famaticcia di Savignano e da quello di Monte Sole, nel quale parte delle 1 830 persone vittime del massacro furono uccise nel territorio comunale di Grizzana.

### Simboli
Al Comune di Grizzana è stato riconosciuto lo stemma che già aveva Tavernola con decreto del capo del governo del 7 aprile 1933.
La "piccola casupola" o "taverna" è un evidente riferimento alla vecchia denominazione del Comune.
Il gonfalone è un drappo di azzurro.

## Monumenti e luoghi d'interesse

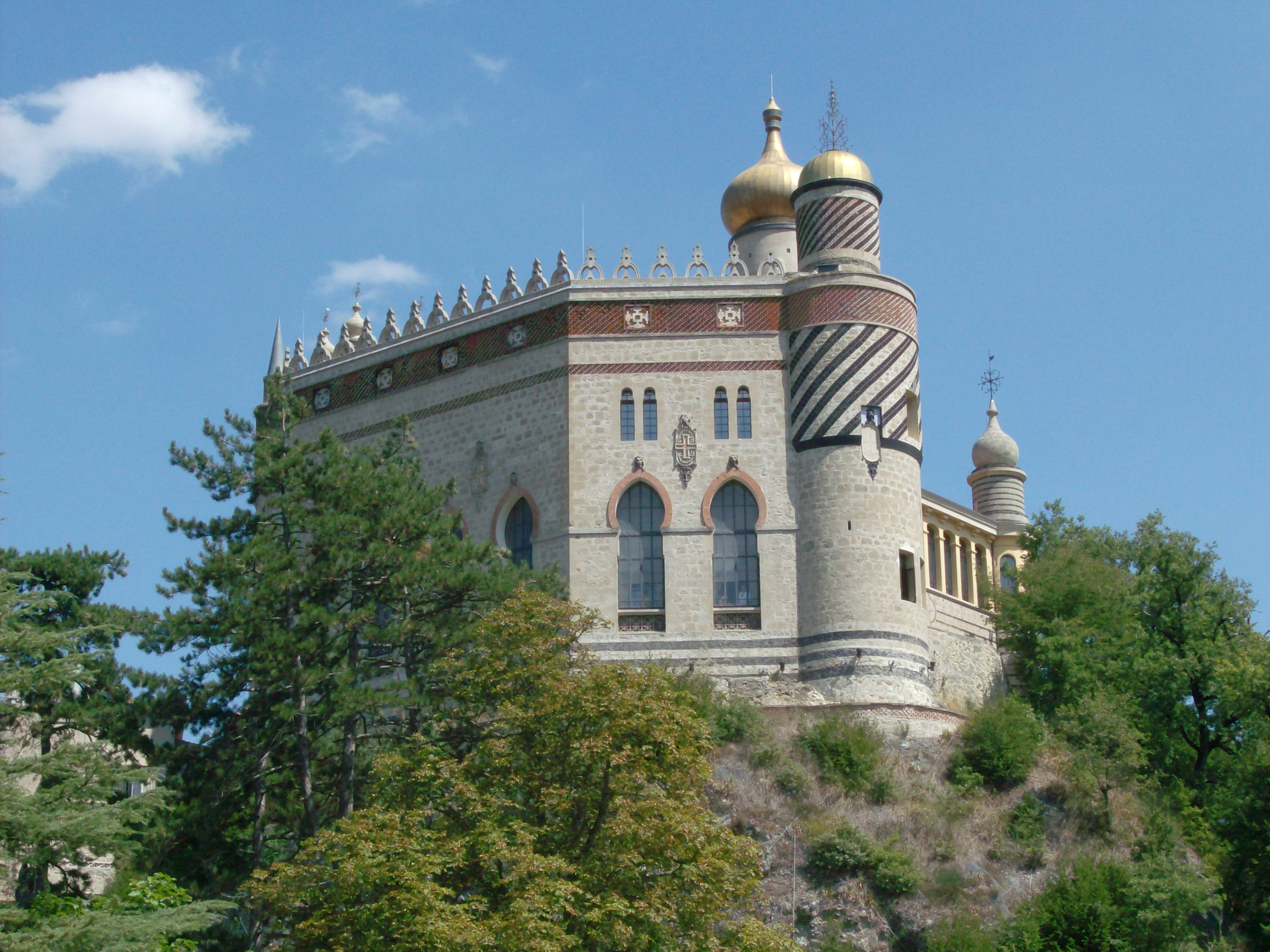
La rocchetta Mattei

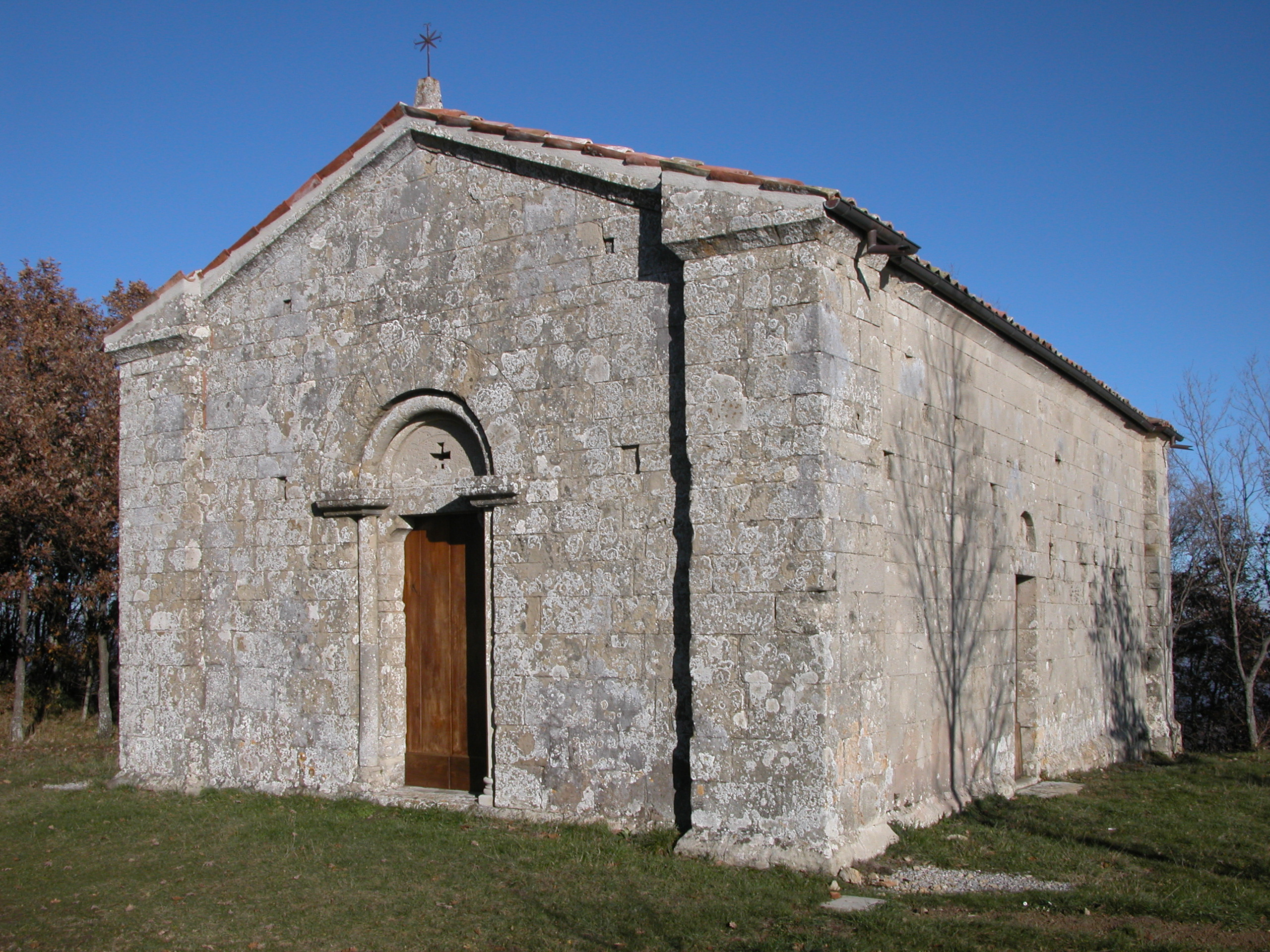
Oratorio di Santa Caterina d'Alessandria

Nel comune di Grizzana Morandi, in località Ponte, si trova la Rocchetta Mattei, dimora del conte Cesare Mattei e oggi esempio di eclettismo ottocentesco dai richiami moreschi.
Sempre in località Ponte si trova la chiesa di Santa Maria Assunta, realizzata negli anni '70 dall'architetto finlandese Alvar Aalto. La chiesa è nota come "Chiesa di Riola", in quanto serve l'abitato di Riola, frazione di Vergato; trovandosi però sulla riva destra del Reno, sorge a tutti gli effetti all'interno del territorio comunale di Grizzana.
Nella frazione di Vimignano sorge il borgo medievale della Scola, un esempio di architettura medievale risalente al XIII secolo. All'interno del parco provinciale di Montovolo-Vigese, sopra Campolo, si trovano il santuario di Montovolo e l'oratorio di Santa Caterina, risalenti al XII secolo.
Nella zona del Monte di Stanco un monumento eretto nel 2018 ricorda i soldati sudafricani caduti durante la seconda guerra mondiale nella zona di Grizzana Morandi per la sua liberazione dalle truppe tedesche. Il cimitero militare del soldati sudafricani caduti nel corso del conflitto si trova a Castiglione dei Pepoli.
Nei pressi del centro storico sorge la casa estiva del celebre pittore Giorgio Morandi.

### Aree naturali
- Parco provinciale di Montovolo-Vigese
- oasi WWF di Montovolo

## Società

### Evoluzione demografica
Abitanti censiti

### Etnie e minoranze straniere
Secondo le statistiche Istat al 31 dicembre 2009 la popolazione straniera residente era di 472 persone. Le nazionalità maggiormente rappresentate in base alla loro percentuale sul totale della popolazione residente erano:
1. Marocco 183 4,55%
2. Romania 93 2,31%

### Tradizioni e folclore
- Luglio: viene celebrata sul monte della vicina frazione di Stanco la commemorazione dei caduti durante l'ultimo conflitto mondiale.
- Ogni 50 anni la Beata Vergine di San Luca viene portata in paese. L'ultima volta è stato nel 1995.

## Cultura
- Centro di documentazione "Giorgio Morandi"
- Archivio del conte Cesare Mattei
- casa museo di Giorgio Morandi, degli anni cinquanta, in cui si possono visitare la biblioteca, lo studio e la camera da letto

## Geografia antropica

### Frazioni e località

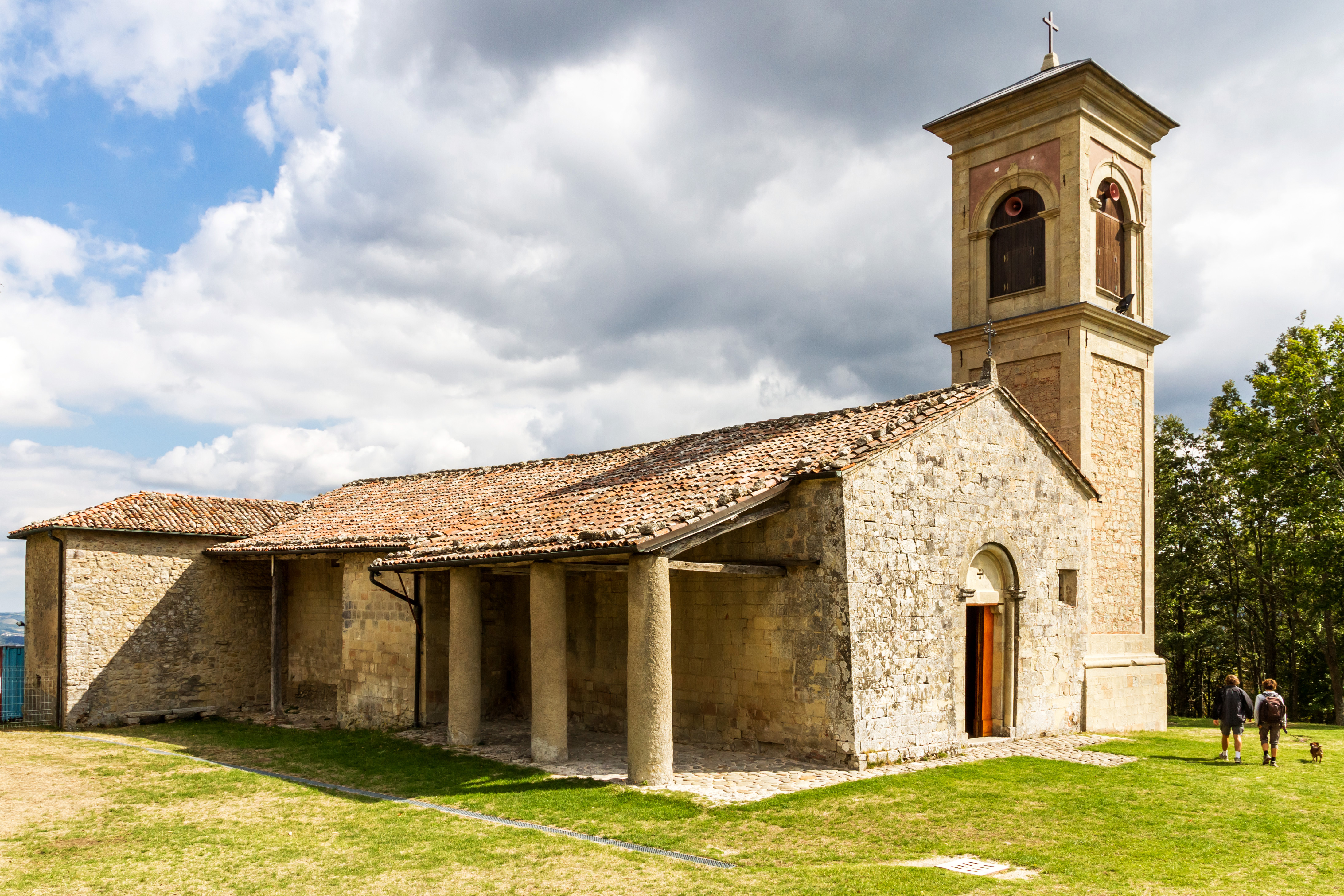
Santuario della Beata Vergine della Consolazione Montovolo

La maggior parte dei residenti del comune di Grizzana Morandi vive nelle sue numerose frazioni, che si sviluppano sia nella valle del Reno sia nella valle del Setta. Si tratta sovente di agglomerati di recente insediamento: è il caso di Ponte, Piandisetta, America e Pioppe di Salvaro (località suddivisa fra i comuni di Grizzana, Vergato e Marzabotto). Altre frazioni sono: Campolo, Scola, Bivio Marnè, Monteacuto Ragazza, Carviano, Oreglia di sopra, Stanco, Veggio, Tudiano e Tavernola (sede fino al 1882 del Comune omonimo).
La frazione di Savignano è situata nei pressi del Monte Spiagge di Savignano.
Nella frazione chiamata Poggio di Carviano si trova la parrocchia Santa Margherita di Carviano del Vicariato di Vergato. Si tratta di una santa locale sulla cui biografia non si hanno notizie dettagliate. Le Sante Messe si svolgono una volta settimana e solo nel periodo estivo. La festa si svolge il 24 luglio e culmina con la processione per le strette vie.

## Amministrazione
Di seguito è presentata una tabella relativa alle amministrazioni che si sono succedute in questo comune.
| Periodo        | Periodo        | Primo cittadino | Partito                       | Carica  | Note   |
| -------------- | -------------- | --------------- | ----------------------------- | ------- | ------ |
| 4 giugno 1985  | 30 aprile 1993 | Cesare Calisti  | PCI, PDS                      | Sindaco | [ 11 ] |
| 30 aprile 1993 | 24 aprile 1995 | Rino Rocca      | PDS                           | Sindaco | [ 11 ] |
| 24 aprile 1995 | 14 giugno 1999 | Achille Ghidini | centro-sinistra               | Sindaco | [ 11 ] |
| 14 giugno 1999 | 8 giugno 2009  | Claudio Sassi   | centro-sinistra               | Sindaco | [ 11 ] |
| 8 giugno 2009  | 27 maggio 2019 | Graziella Leoni | lista civica Qualità e futuro | Sindaco | [ 11 ] |
| 27 maggio 2019 | in carica      | Franco Rubini   | lista civica Qualità e futuro | Sindaco | [ 11 ] |

## Infrastrutture e trasporti
La strada provinciale 24 collega Grizzana con la provinciale 325 e la stazione ferroviaria ad est e con Vergato e la statale 64 Porrettana ad ovest.

## Sport

### Calcio
La principale squadra di calcio della città è F.C. Grizzana 1996 A.S.D. che militava nel girone A bolognese di Terza Categoria. Ad oggi non è iscritta ad alcun campionato.